# Particija skupa
Particija skupa je pojam iz teorije skupova.
Uz zadani skup {\displaystyle A} te indeksiranu familiju podskupova od {\displaystyle A}
{\displaystyle {A_{i}:i\in I}}
što znači da za svaki element {\displaystyle i} koji je element skupa indeksa {\displaystyle I}
za kojeg vrijedi
{\displaystyle A_{i}\subseteq A}
{\displaystyle {A_{i}:i\in I}} je particija skupa {\displaystyle A} uz ove uvjete:
- {\displaystyle \forall i\in I} je {\displaystyle \textstyle A_{i}\neq \emptyset }
- {\displaystyle \forall i,j\in I} takve da je {\displaystyle i\neq j}, vrijedi {\displaystyle \textstyle A_{i}\cap A_{j}=\emptyset }
- {\displaystyle \bigcup _{i\in I}A_{i}=A}.[1]

## Bellovi brojevi
Svaka relacija ekvivalencije dijeli skup na klase, tj. čini jednu particiju skupa, i svaka particija skupa stvara jednu relaciju ekvivalencije. Time je broj particija nekog skupa jednak broju relacija ekvivalencija na tom skupu. Brojevi particija skupova nazivaju se Bellovim brojevima.